# Mesacanthion breviseta
Mesacanthion breviseta är en rundmaskart som först beskrevs av Nikolai Nikolaievich Filipjev 1927.  Mesacanthion breviseta ingår i släktet Mesacanthion och familjen Enoplidae. Inga underarter finns listade i Catalogue of Life.